# Atletika na Poletnih olimpijskih igrah 1936
Atletika na Poletnih olimpijskih igrah 1936. Tekmovanja so potekala v triindvajsetih disciplinah za moške  in šestih za ženske med 2. in 9. avgustom 1936 v Berlinu, udeležilo se jih je 776 atletov iz štiriintridesetih držav.

## Dobitniki medalj
| Disciplina          | Zlato                                                                                 | Srebro                                                                   | Bron                                                                               |
| 100 m               | Jesse Owens (USA)                                                                     | Ralph Metcalfe (USA)                                                     | Tinus Osendarp (NED)                                                               |
| 200 m               | Jesse Owens (USA)                                                                     | Mack Robinson (USA)                                                      | Tinus Osendarp (NED)                                                               |
| 400 m               | Archie Williams (USA)                                                                 | Godfrey Brown (GBR)                                                      | James LuValle (USA)                                                                |
| 800 m               | John Woodruff (USA)                                                                   | Mario Lanzi (ITA)                                                        | Phil Edwards (CAN)                                                                 |
| 1500 m              | Jack Lovelock (NZL)                                                                   | Glenn Cunningham (USA)                                                   | Luigi Beccali (ITA)                                                                |
| 5000 m              | Gunnar Höckert (FIN)                                                                  | Lauri Lehtinen (FIN)                                                     | Henry Jonsson (SWE)                                                                |
| 10000 m             | Ilmari Salminen (FIN)                                                                 | Arvo Askola (FIN)                                                        | Volmari Iso-Hollo (FIN)                                                            |
| 110 m z ovirami     | Forrest Towns (USA)                                                                   | Don Finlay (GBR)                                                         | Fritz Pollard (USA)                                                                |
| 400 m z ovirami     | Glenn Hardin (USA)                                                                    | John Loaring (CAN)                                                       | Miguel White (PHI)                                                                 |
| 3000 m z ovirami    | Volmari Iso-Hollo (FIN)                                                               | Kaarlo Tuominen (FIN)                                                    | Alfred Dompert (GER)                                                               |
| Štafeta 4 × 100 m   | ZDA · Jesse Owens · Ralph Metcalfe · Foy Draper · Frank Wykoff                        | Italija · Orazio Mariani · Gianni Caldana · Elio Ragni · Tullio Gonnelli | Nemčija · Wilhelm Leichum · Erich Borchmeyer · Erwin Gillmeister · Gerd Hornberger |
| Štafeta 4 × 400 m   | Združeno kraljestvo · Freddie Wolff · Godfrey Rampling · Bill Roberts · Godfrey Brown | ZDA · Harold Cagle · Robert Young · Edward O’Brien · Alfred Fitch        | Nemčija · Helmut Hamann · Friedrich Von Stülpnagel · Harry Voigt · Rudolf Harbig   |
| Maraton             | Son Kitei (JPN)                                                                       | Ernest Harper (GBR)                                                      | Nan Shorju (JPN)                                                                   |
| Hitra hoja na 50 km | Harold Whitlock (GBR)                                                                 | Arthur Tell Schwab (SUI)                                                 | Adalberts Bubenko (LAT)                                                            |
| Skok v daljino      | Jesse Owens (USA)                                                                     | Luz Long (GER)                                                           | Naoto Tadžima (JPN)                                                                |
| Troskok             | Naoto Tadžima (JPN)                                                                   | Masao Harada (JPN)                                                       | Jack Metcalfe (AUS)                                                                |
| Skok v višino       | Cornelius Johnson (USA)                                                               | Dave Albritton (USA)                                                     | Delos Thurber (USA)                                                                |
| Skok ob palici      | Earle Meadows (USA)                                                                   | Šuhei Nišida (JPN)                                                       | Sueo Ōe (JPN)                                                                      |
| Suvanje krogle      | Hans Woellke (GER)                                                                    | Sulo Bärlund (FIN)                                                       | Gerhard Stöck (GER)                                                                |
| Met diska           | Ken Carpenter (USA)                                                                   | Gordon Dunn (USA)                                                        | Giorgio Oberweger (ITA)                                                            |
| Met kopja           | Gerhard Stöck (GER)                                                                   | Yrjo Nikkanen (FIN)                                                      | Kalervo Toivonen (FIN)                                                             |
| Met kladiva         | Karl Hein (GER)                                                                       | Erwin Blask (GER)                                                        | Fred Warngård (SWE)                                                                |
| Deseteroboj         | Glenn Morris (USA)                                                                    | Bob Clark (USA)                                                          | Jack Parker (USA)                                                                  |

## Dobitnice medalj
| Disciplina         | Zlato                                                                  | Srebro                                                                             | Bron                                                                         |
| 100 m              | Helen Stephens (USA)                                                   | Stanisława Walasiewicz (POL)                                                       | Käthe Krauß (GER)                                                            |
| 80 m z ovirami     | Trebisonda Valla (ITA)                                                 | Anni Steuer (GER)                                                                  | Betty Taylor (CAN)                                                           |
| Štafeta 4 × 100 mm | ZDA · Harriet Bland · Annette Rogers · Betty Robinson · Helen Stephens | Združeno kraljestvo · Eileen Hiscock · Violet Olney · Audrey Brown · Barbara Burke | Kanada · Dorothy Brookshaw · Mildred Dolson · Hilda Cameron · Aileen Meagher |
| Skok v višino      | Ibolya Csák (HUN)                                                      | Dorothy Odam (GBR)                                                                 | Elfriede Kaun (GER)                                                          |
| Met diska          | Gisela Mauermayer (GER)                                                | Jadwiga Wajsówna (POL)                                                             | Paula Mollenhauer (GER)                                                      |
| Met kopja          | Tilly Fleischer (GER)                                                  | Luise Krüger (GER)                                                                 | Maria Kwaśniewska (POL)                                                      |

## Medalje po državah
| Poz | Država              | Zlato | Srebro | Bron | Skupaj |
| 1   | ZDA                 | 14    | 7      | 4    | 25     |
| 2   | Nemčija             | 5     | 4      | 7    | 16     |
| 3   | Finska              | 3     | 5      | 2    | 10     |
| 4   | Združeno kraljestvo | 2     | 5      | 0    | 7      |
| 5   | Japonska            | 2     | 2      | 3    | 7      |
| 6   | Italija             | 1     | 2      | 2    | 5      |
| 7   | Madžarska           | 1     | 0      | 0    | 1      |
| 7   | Nova Zelandija      | 1     | 0      | 0    | 1      |
| 9   | Poljska             | 0     | 2      | 1    | 3      |
| 10  | Kanada              | 0     | 1      | 3    | 4      |
| 11  | Švica               | 0     | 1      | 0    | 1      |
| 12  | Nizozemska          | 0     | 0      | 2    | 2      |
| 12  | Švedska             | 0     | 0      | 2    | 2      |
| 14  | Filipini            | 0     | 0      | 1    | 1      |
| 14  | Latvija             | 0     | 0      | 1    | 1      |
| 14  | Avstralija          | 0     | 0      | 1    | 1      |